# برايان هينسون
برايان هينسون (بالإنجليزية: Brian Henson)‏ هو كاتب سيناريو ومنتج أفلام ومخرج وممثل أمريكي، ولد في 3 نوفمبر 1963 في نيويورك في الولايات المتحدة.

## أعمال

### أفلام
- (1985) العودة إلى أوز
- (2018) هادمو اللذات

### مسلسلات
- حياة الدمى السرية

## وصلات خارجية
- برايان هينسون على موقع IMDb (الإنجليزية)
- برايان هينسون على موقع ألو سيني (الفرنسية)
- برايان هينسون على موقع أول موفي (الإنجليزية)
- برايان هينسون على موقع قاعدة بيانات الأفلام السويدية (السويدية)
- برايان هينسون على موقع قاعدة بيانات الفيلم (الإنجليزية)
- برايان هينسون على موقع كينوبويسك (الروسية)